# Генріх Персі, 4-й граф Нортумберленд
Генріх Персі (англ. Henry Percy; бл. 1449 — 28 квітня 1489) — військовий і політичний діяч Англійського королівства в період Війни Червоної та Білої троянд.

## Життєпис
Походив зі знатного англійського роду Персі. Син Генріха Персі, 3-й графа Нортумберленд, і Елеонори Пойнінгз. Народився близько 1449 року в родинному замку Леконфілд в Йоркширі. Його батько був прихильником Ланкастерів. 1461 року у битві під Таутоном він загинув. У роду Персі йорксисти-переможці конфіскували усі маєтки та титули. Самого Генріха було відправлено до Флітської в'язниці в Лондоні. 1464 року переведено до Тауеру. 1465 року титул графа Нортумберленда отримав Джон Невілл. 1469 року Генріх Персі був звільнений.
Він почав клопотати про повернення йому родинних маєтків й титулів. Оскільки рід Персі був доволі впливовим на півночі Англії, король Едуард IV Йорк 1470 року повернув Генріху його титул графа Нортумберленда. Але парламент затвердив це рішення лише 1473 року. Ще 1431 року призначають на посаду лорда-охоронця Східної Марки (перебував на посаді до 1485 року). 1474 року Генріх Персі стає кавалером Ордену підв'язки. Потім стає лордом-охоронцем Середньої Марки. До 1476 року оженився на представниці впливового роду Гербертів.
1482 року після смерті матері успадкував баронство Пойнінгз. У 1483 році підтримав сходження на трон Річарда III. У 1485 році керував резервом королівського війська в битві при Босворті. Втім увесь час простояв нерухомо, що зрештою призвело до поразки Річарда III. Після цього на декілька місяців арештований, втім зрештою звільнений королем Генріхом VII Тюдором. Того ж року призначається лордом-хранителем Західної Марки. Фактично отримав військову владу на півночі королівства, охороняючи кордон з Шотландією.
1489 року внаслідок збільшення податкового тягаря в Йоркширі почалися селянські повстання. До них долучилися йорксисти. Спочатку Генріх Персі звернувся до короля з проханням зменшити податки, але отримав відмову й наказ придушити заворушення. Спочатку граф це зробив в Йорку. Після цього на чолі загону у 800 вояків рушив на північ. Неподалік міста Тірськ, в місцині Коклодж він зустрів одного з очільників повстання Джона Е'Чамбера на чолі 300 повсталих. Під час перемовин Генріха Персі раптово було вбито.

## Родина
Дружина — Мод, донька Вільгельма Герберта, 1-го графа Пембрук
Діти:
- Генріх (1478—1527), 5-й граф Нортумберленд
- Елеонора (д/н—1530), дружина Едварда Стаффорда, 3-го герцога Бекінгем
- Вільгельм (д/н—1540)
- Алан (1479—д/н), очільник коледжу Сент-Джон Кембридзького університету
- Джоселін (1480—1532)
- Арундел (1483—1544)
- Анна (27 липня 1485—1552), дружина Вільгельма ФіцАлана, 11-го графа Арундел
- Єлизавета